# Лејк Лекенгрен (Охајо)
Лејк Лекенгрен (енгл. Lake Lakengren) насељено је место без административног статуса у америчкој савезној држави Охајо.

## Демографија
По попису из 2010. године број становника је 3.383.
| Група             | 2000.    | 2010.         |
| Белци             | 0 (0,0%) | 3.264 (96,5%) |
| Афроамериканци    | 0 (0,0%) | 28 (0,8%)     |
| Азијати           | 0 (0,0%) | 12 (0,4%)     |
| Хиспаноамериканци | 0 (0,0%) | 31 (0,9%)     |
| Укупно            | 0        | 3.383         |